# Hemicentetes semispinosus
Espèce
Statut de conservation UICN

 LC  : Préoccupation mineure
Hemicentetes semispinosus est une espèce de mammifères insectivores de la famille des Tenrecidae. C'est un tenrec qui vit sur la côte est, dans les plaines malgaches, du niveau de la mer jusqu'à 1 550 m d'altitude. Appelé Tenrec zébré des terres basses ou Petit porc-épic en français, les Malgaches nomment cette espèce Sora.

## Morphologie
C'est un animal au corps massif qui mesure de 16 à 19 cm de long. Il est sensiblement plus gros que l'autre espèce du genre avec une masse comprise entre 125 et 280 g. La queue est presque inexistante et les pattes sont courtes. Le pelage noir, rayé longitudinalement de bandes jaunes, est constitué d'un mélange de poils durs et de piquants. La tête est conique, terminée par un museau long et pointu, avec de petits yeux et de petites oreilles. Elle a la particularité de se terminer par une crête de piquants érectiles jaunes, autour du cou,.
L'espèce se distingue de l'autre espèce du genre par une ligne jaune qui se prolonge sur la tête et jusqu'au bout du nez, un poids plus élevé et des piquants plus jaunes.
Comme l'autre espèce du genre, la robe rayée de ces tenrecs zébrés a une fonction de mimétisme, soit pour ressembler aux petits de l'espèce Tenrec ecaudatus que l'instinct protecteur rend agressifs vis-à-vis des intrus, soit de camouflage pendant qu'ils fouillent le sol à la recherche de nourriture. Ils sont dotés de piquants détachables qui leur servent de moyen de défense. De 7 à 16 piquants spécialisés forment un organe de communication : quand ces piquants sont frottés les uns contre les autres, ils émettent à hautes fréquences des stridulations aigües, à l'attention des autres individus du groupe et sans doute comme avertissement vis-à-vis des prédateurs.

## Anatomie et métabolisme
Comme chez l'autre espèce le cloaque sert à la fois pour la reproduction et l'élimination des déchets naturels. Ils ont aussi des molaires de type zalambdodonte : la dent possède une crevasse centrale en forme de lambda (Λ). Et enfin, leur colonne vertébrale est constituée d'un nombre de vertèbres plus important que d'habitude avec 20 à 21 vertèbres.
Tous les tenrecs zébrés ont 38 chromosomes et un métabolisme au repos très bas comparé aux autres espèces d'Euthériens de cette taille.

## Comportement
C'est un animal terrestre nocturne
Comme Hemicentetes nigriceps, H. semispinosus se nourrit presque exclusivement de vers, hormis quelques autres invertébrés et mollusques. Il frappe le sol avec ses pattes de devant pour faire réagir les vers,.
Les deux espèces creusent un terrier fermé par un bouchon de feuilles. Le terrier sert à la fois pour se protéger des prédateurs et des écarts de température mais le tenrec des hautes terres est de mœurs plutôt nocturnes et creuse des terriers moins profonds, en bordure de forêt ou dans les champs.
Tous les tenrecs zébrés intimident les intrus en érigeant leur collerette de piquants et en agitant la tête de haut en bas afin de l'empaler éventuellement sur ses piquants. Si l'intrus insiste l'animal va frapper le sol des antérieurs en attaquant. À part en période de reproduction, les individus ne sont pas agressifs entre eux qui font connaissance en se reniflant le nez.
Ils marquent leur territoire à l'aide de leurs déjections et marques odorantes.
En plus des stridulations obtenues par frottement de certains piquants, ils utilisent pour communiquer des claquements de langue, peut être également utilisés comme une sorte d'écholocation. Des petits cris et grincements sont également perceptibles quand on les dérange, émis juste avant de hérisser leurs piquants.
Cette espèce connaît une période de torpeur moins prolongée que H. nigriceps, surtout en captivité. Il n'entre pas vraiment en hibernation mais alterne des périodes d'activité et de repos et va volontiers fouiller le sol en hiver,.

### Reproduction
Sa période de reproduction est comprise entre septembre et décembre. La gestation dure de 55 à 63 jours et la mise bas a donc lieu de décembre à mars. La femelle peut donner naissance jusqu'à 11 petits par portée.
Leur couronne de piquants sert aussi aux femelles qui l'utilisent pour intimider les mâles quand elles ne sont pas réceptives, leur abandonnant des piquants plantés dans les parties génitales. Il arrive aussi que les mâles se battent entre eux pour une femelle.
Pour la courtiser, le mâle s'approche de la femelle en reniflant, le nez en l'air. S'il n'est pas repoussé, il la renifle ensuite autour du cou et dans la zone du cloaque pendant que celle-ci lui mordille le nez.
Les femelles ne sont fertiles que durant la première année après la naissance. La période de reproduction correspond en principe à la période des pluies, c'est-à-dire de novembre à mai. Si les conditions hivernales sont favorables, la reproduction peut survenir toute l'année. L'ovulation a lieu après la copulation. La période de gestation dure en moyenne 55 à 58 jours.
Le tenrec zébré des terres basses met au monde des portées beaucoup plus nombreuses que celui des hautes terres. Une moyenne de 6,3 petits mais en captivité les portées peuvent aller jusqu'à 11 petits.
À la naissance, les petits pèsent environ 11 g et mesurent de 5,5 à 6,7 cm de long. Les petits naissent dépourvus de piquants mais ceux-ci apparaissent dans les 24 heures après la naissance. Le sevrage a lieu au bout de 25 jours et ils sont adultes à 40 jours. C'est très tôt par comparaison avec les autres tenrecs à piquants (Setifer setosus ou Echinops telfairi) qui ne sont pas adultes avant l'âge de 6 mois. La femelle de cette espèce des terres basses est même fertile encore plus tôt que H. nigriceps, vers 25 jours, et peut se reproduire dans la saison même de sa naissance. L'intervalle entre deux naissances est toutefois assez grand.
Les soins apportés à leur progéniture n'ont été observés qu'en captivité. La femelle prépare un nid en creux dans le sol du terrier, en s'aidant du museau. À la naissance elle nettoie soigneusement le nez des petits pour qu'ils puissent respirer convenablement et remplace la litière du nid. Le mâle participe en laissant les petits se blottir contre lui. Par la suite, la femelle ramènera au nid tout petit qui s'en éloigne trop. Quand ils sortent et que leur organe de stridulation est opérationnel, la femelle garde le contact par ce moyen pendant qu'elle fouille le sol à la recherche de nourriture.
On ignore encore combien de temps ces animaux vivent dans la nature, mais en captivité les individus ne dépassent guère 30 mois.

## Habitat et répartition
Ce tenrec zébré est un animal endémique de Madagascar, qui fréquente les forêts humides, primaires et secondaires, mais aussi les terres agricoles, les prairies et les jardins en zone tropicale humide.
On le rencontre dans le centre et les régions côtières de l'est de Madagascar ainsi que dans la région Amoron'i Mania.

## Interactions écologiques
Les principaux prédateurs des tenrecs zébrés sont le Boa, Boa dumerili, la Mangouste à queue annelée (Galidia elegans), le Fossa (Cryptoprocta ferox) et la Civette malgache (Fossa fossana). Les humains aussi capturent ces animaux à la main ou à l'aide de chiens pour consommer leur chair. Leurs moyens de défense sont avant tout la prudence, le mimétisme, leurs piquants et leur terrier.
Comme les tenrecs des hautes terres, ceux des terres basses sont probablement porteurs d'Anticorps de la peste bubonique et pourraient être des vecteurs potentiels de cette maladie
Ces tenrecs jouent un rôle positif dans l'élimination des vers dans leur zone d'habitat. On a aussi découvert une nouvelle espèce de Microsporidia présente dans une lésion affectant un tenrec des terres basses. Cette espèce pourrait aussi être exploitée dans des mini-élevages familiaux.

## Statut de conservation
Ce n'est pas une espèce menacée.
Ce tenrec rayé est occasionnellement chassé par l'homme pour sa chair. Les populations pourraient aussi être menacées à terme par la dégradation de leur habitat, la déforestation et les feux de brousse.
L'espèce est, entre autres, présente dans plusieurs zones protégées de l'ile comme le Pic d’Ivohibe
Les réserves spéciales de Anjanaharibe Sud et Analamazaotra ainsi que les parcs nationaux de Mantadia, Ranomafana, Masoala, et Andringitra.